# Comuna Manuilivka, Prîmorsk
Manuilivka (în ucraineană Мануйлівка) este o comună în raionul Prîmorsk, regiunea Zaporijjea, Ucraina, formată din satele Kalînivka, Manuilivka (reședința) și Petrivka.

## Demografie
Componența lingvistică a comunei Manuilivka
     Bulgară (50%)
     Rusă (34,69%)
     Ucraineană (15,04%)
     Alte limbi (0,14%)
Conform recensământului din 2001, majoritatea populației comunei Manuilivka era vorbitoare de bulgară (50%), existând în minoritate și vorbitori de rusă (34,69%) și ucraineană (15,04%).